# Пуща (лісовий масив)
Пуща — великий масив густого, важкопрохідного лісу. Назва застосовується переважно на Заході Білорусі і в Польщі — з ним пов'язують уявлення про стародавню недоторканість лісу.

## Походження назви
Назви пущ походять від:
- географічне положення щодо пам'яток старовини (Біловезька пуща)
- населених пунктів (Гродненська пуща, Ружанська пуща)
- колишньої приналежності (Графська пуща)
- особливості лісу (Стара пуща, Темна пуща)